# Вормино (Мглинский район)
Вормино — село в Мглинском районе Брянской области России. Входит в состав Ветлевского сельского поселения.

## История
В древнерусскую эпоху здесь располагался город-крепость Ормина, входивший в состав Черниговского княжества. Он возник в конце X — первой половине XI века как крепость на границе Черниговского княжества со Смоленским княжеством. Впервые Ормина упомянута в Ипатьевской летописи под 1142 годом.
Остатки древнерусской крепости расположены в урочище Церковная гора в пределах села. Площадка городища неправильно овальной формы насчитывает 62 м в длину и 34 м в ширину. С напольной северо-восточной стороны два вала разной степени сохранности и ров. Культурный слой толщиной до 70 см содержит материалы юхновской культуры и древнерусской эпохи. Рядом с городищем прослеживаются остатки селища. Соотношение памятника с древнерусской Орминой установлено П. В. Голубовским. Неподалёку от городища в лесу найден курганный могильник ХI—ХIII веков.
Начиная же с 1729—31 гг., спор о характере того или иного имения нередко решался простой справкой из «Генерального следствия о маетностях». Если в книге следствия данное имение было обозначено, как владельческое, состоящее «по восьмому пункту», оно должно было оставаться владельческим и на будущее время.
Среди владельческих поселений в результате Генерального следствия были выявлены населенные пункты — с. Белогорща, с. Симонтовка, с. Высокое, Старые и Новые Чешуйки, с. Вормино, д. Санники, с. Костеничи, д. Косичи, слобода Деремна.

## География
Село находится в северо-западной части Брянской области, в зоне хвойно-широколиственных лесов, на берегах реки Ворминки, при автодороге 15К-1609, на расстоянии примерно 13 километров (по прямой) к северо-востоку от города Мглина, административного центра района. Абсолютная высота — 180 метров над уровнем моря.

### Климат
Климат характеризуется как умеренно континентальный, с тёплым летом и умеренно холодной зимой. Среднегодовая многолетняя температура воздуха составляет 5,1 °С. Средняя температура воздуха самого тёплого месяца (июля) — 17,9 °C (абсолютный максимум — 38 °C); самого холодного (января) — −8,5 °C (абсолютный минимум — −39 °C). Безморозный период длится в среднем 130—135 дней. Среднегодовое количество атмосферных осадков составляет 580 мм, из которых большая часть выпадает в тёплый период. Снежный покров держится в течение 125 дней.

### Часовой пояс
Село Вормино, как и вся Брянская область, находится в часовой зоне МСК (московское время). Смещение применяемого времени относительно UTC составляет +3:00.

## Население
| 2010 | 2013 |
| ---- | ---- |
| 159  | ↘138 |

Согласно результатам переписи 2002 года, в национальной структуре населения русские составляли 100 % из 244 чел.